# Triglyphus escalerai
Triglyphus escalerai är en tvåvingeart som beskrevs av Gil Collado 1929. Triglyphus escalerai ingår i släktet gallblomflugor, och familjen blomflugor.
Artens utbredningsområde är Marocko. Inga underarter finns listade i Catalogue of Life.